# Paulo Jr.
Paulo Jr., pseudonimo di Paulo Xisto Pinto Junior (Belo Horizonte, 30 aprile 1969), è un bassista brasiliano,attuale componente del gruppo thrash/groove metal dei Sepultura.
A 15 anni riceve il suo primo basso, un Giannini bianco. Le sue influenze includono Steve Harris,Geddy Lee, Geezer Butler, Cliff Burton e Gene Simmons.
Nel 1984 Paulo Jr. ha incontrato i fratelli Cavalera nel quartiere di Santa Teresa di Belo Horizonte tramite un amico comune. Si è unito ai Sepultura dopo la partenza del precedente bassista Roberto Raffan. Paulo Jr. ha suonato il suo primo concerto all'Ideal Club di Santa Teresa. Ad oggi è l'unico membro fisso del gruppo che è rimasto sin dall'inizio. In un'intervista Paulo Jr. ha elogiato i suoi genitori per aver supportato i Sepultura nei primi giorni: "Il supporto dei genitori è stato una delle chiavi del nostro successo. Avevamo una stanza vuota e i miei genitori non solo hanno prestato lo spazio, ma anche l'auto per trasportare l'attrezzatura e hanno preparato il pranzo per tutti durante le prove"
Nel dicembre 2010, Max Cavalera svelò il fatto che Paulo Jr. non suonò mai il basso durante le registrazioni dei primi album: "Ai tempi scrivevo io la maggior parte del materiale. Penso che il primo album che abbia registrato Paulo sia Roots. Sino ad allora io e Andreas Kisser registravamo le parti di basso, perché Paulo non era decisamente in grado di suonarle così bene. Eravamo amici, quindi gli abbiam detto "puoi stare nel gruppo, non ti cacceremo. Quando suoniamo dal vivo ci limeteremo a tenerti a un volume basso,così non se ne accorgerà nessuno" .
Gli hobby di Paulo Jr. includono il jiu jitsu e il calcio. È un accanito sostenitore della squadra di calcio Atlético Mineiro. Attualmente vive a San Paolo.

## Opera di beneficenza
Dal 1999 Paulo Jr. organizza una serie di partite annuali di beneficenza calcistiche tra ex giocatori brasiliani, artisti televisivi, musicisti e membri della band. I giochi si sono svolti all' Estádio Municipal Castor Cifuentes di Nova Lima, in Brasile, vicino a Belo Horizonte. Agli spettatori è stato chiesto di donare una libbra di cibo e le donazioni raccolte sono state devolute a enti di beneficenza locali. Nell'aprile 2008 Paulo Jr. è stato decorato con la "Medalha da Inconfidência" per rendere omaggio alle persone che hanno contribuito allo sviluppo dello stato del  Minas Gerais e del paese.

## Discografia

### Con i Sepultura
- 1985 - Bestial Devastation (EP)
- 1986 - Morbid Visions
- 1987 - Schizophrenia
- 1989 - Beneath the Remains
- 1991 - Arise
- 1993 - Chaos A.D.
- 1996 - Roots
- 1997 - Blood-Rooted (raccolta)
- 1998 - Against
- 2001 - Nation
- 2002 - Under a Pale Grey Sky (album dal vivo)
- 2002 - Revolusongs (EP)
- 2003 - Roorback
- 2005 - Live in São Paulo (album dal vivo)
- 2006 - Dante XXI
- 2009 - A-Lex
- 2011 - Kairos
- 2013 - The Mediator Between the Head and Hands Must Be the Heart
- 2017 - Machine Messiah
- 2020 - Quadra
- 2021 – SepulQuarta (album dal vivo)

### Con i The Unabomber Files
- 2013 - The Unabomber Files (EP)
- 2018 - The Enemy of My Enemy Is My Best Friend (EP)

### Con i Cultura Tres
- 2023 - Camino de Brujos

### Partecipazioni
- 2004 - O Rappa - Instinto Coletivo Ao Vivo (presente nel brano Ninguém Regula A América assieme ad Igor Cavalera)
- 2015 - Eminence - The Stalker (presente nei brani Veins of Memories,The Stalker e No Code)